# FC Triesenberg
Fußball Club Triesenberg is een Liechtensteinse (amateur)voetbalvereniging uit Triesenberg, Liechtenstein. FC Triesenberg is een van de zeven clubs van het ministaatje Liechtenstein.
Omdat Liechtenstein geen competitie kent, komt FC Triesenberg (net als de overige zes clubs) uit in de Zwitserse competitie. Wel komt FC Triesenberg uit in de Beker van Liechtenstein (waar het met meerdere elftallen aan kan deelnemen). Hierin wisten ze tot in 2015 nooit verder te komen dan de halve finale. In dat jaar werd voor het eerst de finale gehaald, die evenwel met 5-0 werd verloren van FC Vaduz.

## Geschiedenis
FC Triesenberg is de jongste vereniging in Liechtenstein. Pas in 1972 is de club opgericht. FC Triesenberg startte in de 4.Liga (toen de zesde klasse) van Zwitserland. Men bleef altijd in de lagere amateurklassen actief onder de vlag van de regionale voetbalbond Ostschweizer Fussballverband (OFV).

## Erelijst
- Kampioen 4. Liga (Zwitserland)

1987, 2001